# Zhang Jue (cestista)
Zhang Jue (张珏S, Zhāng JuéP; Fushun, 3 ottobre 1973) è un'ex cestista cinese.

## Carriera
Con la Cina ha disputato i Campionati mondiali del 1998.